# Nikolaos Giannakopoulos
Nikolaos Giannakopoulos (in greco Νικόλαος Γιαννακόπουλος?; Tripoli, 19 febbraio 1993) è un calciatore greco, portiere del Paniōnios.

## Carriera

### Club
Cresce nell'Asteras Tripolīs. Nel giugno del 2009 gli inglesi del Blackburn, dopo avergli fatto fare un mese di prova, lo acquistano per £ 52.000. Dopo una sola stagione, il portiere ritorna all'Asteras Tripolis. Nel 2011 viene acquistato dall'Udinese, che gli fa giocare alcuni incontri con la squadra Primavera. Nel 2012 la società italiana decide di mandarlo a farsi le ossa in patria, al Paniōnios, dove gioca titolare sia nella stagione 2012-2013 sia in quella seguente.

### Nazionale
Ha giocato nelle nazionali giovanili greche Under-17 ed Under-19.
Nel 2013 è stato chiamato più volte dall'Under-20 e dall'Under-21 ma non è mai sceso in campo.